# Erebus (geslacht)
Erebus is een geslacht van vlinders uit de familie van de spinneruilen (Erebidae). UIt dit geslacht komen in Europa geen soorten voor.

## Soorten
De volgende soorten horen (onder meer) tot dit geslacht:
- E. acuta Fawcett, 1917
- E. albiangulata Prout, 1924
- E. albicinctus Kollar, 1844
- E. albicintus (Kollar, 1844)
- E. atavistis (Hampson, 1913)
- E. candidii Strand, 1920
- E. caprimulgus (Fabricius, 1775)
- E. capriniulgus Fabricius, 1781
- E. clavifera Hampson, 1913
- E. crepuscularis Linnaeus, 1767
- E. ephesperis Hübner, 1827
- E. felderi Prout, 1922
- E. gemmans Guenée, 1852
- E. glaucopis Walker, 1857
- E. hieroglyphica Drury, 1773
- E. illodes Zerny, 1916
- E. intermedia Pagenstecher, 1900
- E. jaintiana Swinhoe, 1896
- E. leucotaenia (Guenée, 1852)
- E. macfarlanei (Butler, 1876)
- E. macrops Linnaeus, 1768
- E. maurus Gaede, 1917
- E. mirans Prout, 1932
- E. nyctaculis (Snellen, 1880)
- E. orcina Felder, 1874
- E. orion Hampson, 1913
- E. pilosa Leech, 1900
- E. purpurata Druce, 1888
- E. strigipennis Moore, 1883
- E. sumatrensis Hampson, 1913
- E. sumbana Swinhoe, 1904
- E. superba Swinhoe, 1908
- E. tenebricosus Bussau, 1993
- E. terminitincta Fletcher, 1957
- E. variegata Butler, 1887
- E. walkeri (Butler, 1875)